# Small Axe
Small Axe é uma série de filmes antológicos britânicos, criada e dirigida por Steve McQueen. O programa consiste em cinco filmes que contam histórias distintas sobre a vida de imigrantes das Índias Ocidentais em Londres dos anos 1960 aos 1980. Estreou em 15 de novembro de 2020 na BBC One no Reino Unido, em 20 de novembro de 2020 no Amazon Prime Video nos Estados Unidos e desde o dia 26 de fevereiro de 2021 no Globoplay. No Brasil, o episódio Educação foi exibido como telefilme pela TV Globo. Na Tela Quente, de 22 de novembro de 2021. O título faz referência a um provérbio - "Se você é uma árvore grande, nós somos o machado pequeno" - que foi popularizado por Bob Marley em sua canção Small Axe de 1973.

## Filmes
| Título              | Diretor       | Roteirista                   | Data de lançamento no Reino Unido | Data de lançamento nos EUA |
| ------------------- | ------------- | ---------------------------- | --------------------------------- | -------------------------- |
| Mangrove            | Steve McQueen | McQueen and Alastair Siddons | 15 de novembro de 2020            | 20 de novembro de 2020     |
| Lovers Rock         | Steve McQueen | McQueen e Courttia Newland   | 22 de novembro de 2020            | 27 de novembro de 2020     |
| Red, White and Blue | Steve McQueen | McQueen e Courttia Newland   | 29 de novembro de 2020            | 4 de dezembro de 2020      |
| Alex Wheatle        | Steve McQueen | McQueen and Alastair Siddons | 6 de dezembro de 2020             | 11 de dezembro de 2020     |
| Education           | Steve McQueen | McQueen and Alastair Siddons | 13 de dezembro de 2020            | 18 de dezembro de 2020     |

## Prêmios e indicações
| Ano  | Prêmio                               | Categoria                                    | Indicado         | Resultado |
| ---- | ------------------------------------ | -------------------------------------------- | ---------------- | --------- |
| 2020 | Boston Society of Film Critics       | Melhor Fotografia                            | Shabier Kirchner | Indicado  |
| 2020 | Florida Film Critics Circle          | Melhor Elenco                                | Small Axe        | Venceu    |
| 2020 | Los Angeles Film Critics Association | Melhor Filme                                 | Small Axe        | Venceu    |
| 2020 | Los Angeles Film Critics Association | Melhor Fotografia                            | Shabier Kirchner | Venceu    |
| 2021 | Golden Globes                        | Melhor Ator Coadjuvante em Televisão         | John Boyega      | Venceu    |
| 2021 | Golden Globes                        | Melhor Minissérie ou Telefilme               | Small Axe        | Indicado  |
| 2021 | London Film Critics' Circle          | Melhor Diretor                               | Steve McQueen    | Venceu    |
| 2021 | London Film Critics' Circle          | Melhor Ator Coadjuvante                      | Shaun Parkes     | Venceu    |
| 2021 | Primetime Emmy Awards                | Melhor Fotografia em Minissérie ou Telefilme | Shabier Kirchner | Indicado  |
| 2021 | BAFTA TV Awards                      | Melhor Ator Coadjuvante                      | Malachi Kirby    | Venceu    |
| 2021 | BAFTA TV Awards                      | Melhor Ator Coadjuvante                      | Micheal Ward     | Indicado  |
| 2021 | BAFTA TV Awards                      | Melhor Ator                                  | John Boyega      | Indicado  |
| 2021 | BAFTA TV Awards                      | Melhor Ator                                  | Shaun Parkes     | Indicado  |
| 2021 | BAFTA TV Awards                      | Melhor Minissérie                            | Small Axe        | Indicado  |